# Nuoto ai campionati mondiali di nuoto 2009 - Staffetta 4x200 metri stile libero femminile
La staffetta 4x200 metri stile libero femminile ai campionati mondiali di nuoto 2009 si è svolta al complesso natatorio del Foro Italico di Roma, in Italia.
Le qualifiche per la finale si sono svolte la mattina del 30 luglio 2009. La finale si è svolta la sera dello stesso giorno.

## Medaglie
| Posizione | Atlete                                                                                    | Paese       |
| --------- | ----------------------------------------------------------------------------------------- | ----------- |
|           | Yang Yu Qian Wei Zhu Jing Liu Jiaying Pang                                                | Cina        |
|           | Dana Vollmer Lacey Nymeyer Ariana Kukors Allison Schmitt Dagney Knutson* Alyssa Anderson* | Stati Uniti |
|           | Joanne Jackson Jazmin Carlin Caitlin Mcclatchey Rebecca Adlington Hannah Miley*           | Regno Unito |

* Atlete che hanno partecipato solo alle batterie.

## Record
Prima della manifestazione il record del mondo (WR) e il record dei campionati (CR) erano i seguenti.
|  | 7'44"31 | Stephanie Rice (1:56.60) Bronte Barratt (1:56.58) Kylie Palmer (1:55.22) Linda Mackenzie (1:55.91) Australia | 2008 Pechino, Cina                 |
|  | 7'50"09 | Natalie Coughlin (1:56.43) Dana Vollmer (1:57.49) Lacey Nymeyer (1:59.19) Katie Hoff (1:56.98) Stati Uniti   | 29 marzo 2007 Melbourne, Australia |

Durante l'evento sono stati migliorati i seguenti record:
| Data      | Evento      | Atleta                                        | Nazione     | Tempo   | Record |
| --------- | ----------- | --------------------------------------------- | ----------- | ------- | ------ |
| 30 luglio | 1ª batteria | McClatchey, Carlin, Miley e Adlington         | Regno Unito | 7'49"04 |        |
| 30 luglio | Finale      | Yang Yu, Zhu Qianwei, Liu Jing e Pang Jiaying | Cina        | 7'42"08 |        |

## Risultati batterie
| Pos. | Nazione     | Atlete | Tempo    | Batteria | Corsia | Note |
| ---- | ----------- | --- | -------- | -------- | ------ | ---- |
| 1    | Regno Unito | Caitlin Mcclatchey (1:57.54) Jazmin Carlin (3:53.99) Hannah Miley (5:52.14) Rebecca Adlington (7:49.04)            | 7:49.04  | 1        | 3      | CR   |
| 2    | Stati Uniti | Ariana Kukors (1:56.05) Dagney Knutson (3:53.78) Alyssa Anderson (5:52.13) Lacey Nymeyer (7:49.51)                 | 7:49.51  | 1        | 4      |      |
| 3    | Francia     | Camille Muffat (1:58.82) OphelieCyrielle Etienne (3:55.18) Sophie Huber (5:54.00) Coralie Balmy (7:50.18)          | 7:50.18  | 2        | 5      |      |
| 4    | Canada      | Genevieve Saumur (1:57.67) Julia Wilkinson (3:55.44) Alexandra Gabor (5:53.31) Heather Maclean (7:50.29)           | 7:50.29  | 3        | 6      |      |
| 5    | Australia   | Ellen Fullerton (1:58.56) Felicity Galvez (3:56.26) Merindah Dingjan (5:53.11) Bronte Barratt (7:50.53)            | 7:50.53  | 3        | 4      |      |
| 6    | Cina        | Yang Yu (1:58.50) Qian Wei Zhu (3:56.35) Jing Liu (5:52.13) Jiaying Pang (7:50.80)                                 | 7:50.80  | 2        | 4      |      |
| 7    | Ungheria    | Ágnes Mutina (1:57.52) Evelyn Verrasztó (3:54.41) Eszter Dara (5:52.28) Zsuzsanna Jakabos (7:51.30)                | 7:51.30  | 3        | 3      |      |
| 8    | Italia      | Renata Spagnolo (1:59.32) Flavia Zoccari (3:58.61) Alice Carpanese (5:57.06) Federica Pellegrini (7:52.00)         | 7:52.00  | 3        | 5      |      |
| 9    | Giappone    | Haruka Ueda (1:57.38) Misaki Yamaguchi (3:54.24) Ren Sato (5:51.67) Asami Kitagawa (7:52.42)                       | 7:52.42  | 2        | 3      | NR   |
| 10   | Paesi Bassi | Saskia De Jonge (2:00.51) Frederike Heemskerk (3:56.00) Inge Dekker (5:52.96) Chantal Groot (7:53.84)              | 7:53.84  | 2        | 6      | NR   |
| 11   | Russia      | Daria Belyakina (1:58.68) Victoria Malutina (3:57.39) Anastasia Aksenova (5:56.66) Elena Sokolova (7:55.35)        | 7:55.35  | 1        | 2      | NR   |
| 12   | Danimarca   | Julie Hjorthhansen (1:57.61) Micha Ostergaard Jensen K (3:56.90) Louise Mai Jansen (5:56.64) Lotte Friis (7:55.56) | 7:55.56  | 1        | 6      |      |
| 13   | Svezia      | Gabriella Fagundez (1:58.42) Sarah Sjöström (3:55.03) Petra Granlund (5:54.27) Martina Granstrom (7:56.63)         | 7:56.63  | 1        | 5      |      |
| 14   | Slovenia    | Sara Isaković (1:57.51) Anja Klinar (3:58.24) Nina Sovinek (6:02.84) Nika Karlina Petric (8:06.91)                 | 8:06.91  | 3        | 2      |      |
| 15   | Irlanda     | Melanie Nocher (2:02.42) Clare Dawson (4:04.92) Niamh O'sullivan (6:06.19) Nuala Murphy (8:09.34)                  | 8:09.34  | 3        | 7      |      |
| 16   | Singapore   | Ting Wen Quah (2:00.50) Xiang Qi Amanda Lim (4:04.30) Lynette Lim (6:06.18) Chui Bin Mylene Ong (8:09.91)          | 8:09.91  | 2        | 2      |      |
| 17   | Polonia     | Karolina Szczepaniak (2:00.40) Katarzyna Wilk (4:04.51) Mirela Olczak (6:09.01) Paula Zukowska (8:13.65)           | 8:13.65  | 2        | 8      |      |
| 18   | Venezuela   | Andreína Pinto (2:02.15) Yanel Pinto (4:04.93) Darneyis Orozco (6:10.20) Yennifer Marquez (8:16.51)                | 8:16.51  | 2        | 7      |      |
| 19   | Zimbabwe    | Nicole Horn (2:08.17) Kirsten Lapham (4:16.83) Moira Fraser (6:27.63) Kimberley Eeson (8:35.74)                    | 8:35.74  | 1        | 8      |      |
| 20   | Malta       | Davina Mangion (2:12.85) Melinda Sue Micallef (4:30.15) Nicol Cremona (6:43.95) Talisa Pace (9:00.55)              | 9:00.55  | 3        | 8      |      |
| 21   | Macao       | Man Wai Fong (2:12.94) Lok In Che (4:32.85) Chi Yan Tan (6:52.97) Cheok Mei Ma (9:05.68)                           | 9:05.68  | 1        | 7      |      |
| 22   | India       | Pooja Raghava Alva (2:24.10) Chittaranjan Shubha (4:42.62) Vandita Dhariyal (7:01.99) Talasha Prabhu (9:21.70)     | 9:21.70  | 3        | 1      |      |
| 23   | Albania     | Sara Abdullahu (2:12.27) Rovena Marku (4:36.64) Reni Jani (7:16.10) Debora Keci (9:45.60)                          | 9:45.60  | 2        | 1      |      |
| 24   | Pakistan    | Sakina Ghulam (2:27.24) Aelia Mehdi (5:12.30) Rida Mitha (7:52.62) Mahnoor Maqsood (10:31.12)                      | 10:31.12 | 1        | 1      |      |

## Risultati finale
| Pos. | Nazione     | Atlete | Corsia | Tempo   | Note |
| ---- | ----------- | --- | ------ | ------- | ---- |
|      | Cina        | Yang Yu (1:55.47) Qian Wei Zhu (3:51.26) Jing Liu (5:47.35) Jiaying Pang (7:42.08)                          | 7      | 7:42.08 | WR   |
|      | Stati Uniti | Dana Vollmer (1:55.29) Lacey Nymeyer (3:53.17) Ariana Kukors (5:48.35) Allison Schmitt (7:42.56)            | 5      | 7:42.56 |      |
|      | Regno Unito | Joanne Jackson (1:55.98) Jazmin Carlin (3:52.76) Caitlin Mcclatchey (5:49.18) Rebecca Adlington (7:45.51)   | 4      | 7:45.51 | ER   |
| 4    | Italia      | Renata Spagnolo (1:58.79) Alessia Filippi (3:55.76) Alice Carpanese (5:53.12) Federica Pellegrini (7:46.57) | 8      | 7:46.57 | NR   |
| 5    | Australia   | Ellen Fullerton (1:57.38) Stephanie Rice (3:53.09) Merindah Dingjan (5:49.75) Bronte Barratt (7:46.85)      | 2      | 7:46.85 |      |
| 6    | Ungheria    | Ágnes Mutina (1:56.64) Evelyn Verrasztó (3:53.84) Eszter Dara (5:52.88) Katinka Hosszú (7:48.04)            | 1      | 7:48.04 | NR   |
| 7    | Francia     | Coralie Balmy (1:57.12) OphelieCyrielle Etienne (3:53.22) Sophie Huber (5:51.62) Camille Muffat (7:48.44)   | 3      | 7:48.44 | NR   |
| 8    | Canada      | Genevieve Saumur (1:56.97) Julia Wilkinson (3:54.36) Alexandra Gabor (5:51.43) Heather Maclean (7:49.14)    | 6      | 7:49.14 | NR   |